# Phoceana acadiana
Phoceana acadiana is een mosdiertjessoort uit de familie van de Phoceanidae. De wetenschappelijke naam van de soort werd voor het eerst geldig gepubliceerd in 1963 door Lagaaij.